# Minuca
Hermínio Francisco de Oliveira Filho, mais conhecido como Minuca (Recife, 18 de julho de 1944 — São Paulo, 23 de abril de 2010), foi um futebolista brasileiro que atuou como zagueiro.

## Carreira

### Santa Cruz e America-RJ
Iniciou sua carreira no Santa Cruz no ano de 1962. Em 1964, foi jogar no America-RJ. No America, passou apenas uma temporada e logo em seguida foi para o Palmeiras, onde se tornaria ídolo por integrar a zaga da famosa Primeira "Academia" da Sociedade Esportiva Palmeiras.

### Palmeiras
Em 1965, já no Palestra, adaptou-se muito bem ao futebol paulista fazendo parte da famosa "Primeira Academia". Conquistou diversos títulos e atuou pela equipe alviverde em 194 partidas com 109 vitórias, 42 empates, 43 derrotas e 1 gol marcado, que foi diante do Comercial-SP no dia 25 de agosto de 1966, quando o Palmeiras venceu por 3–1. Minuca foi titular do Palmeiras até o início dos anos 1970, quando acabou perdendo espaço para a dupla Luís Pereira e Alfredo Mostarda, que já viriam formar a zaga da "Segunda Academia Palmeirense". Minuca jogou no Palmeiras até 1971, a sua última partida foi contra um clube de sua cidade natal, o Sport, o Verdão ganhou por 2–0.

### Marília
Após saída do Palmeiras, jogou pelo Marília de 1972 a 1975, onde encerrou a carreira.

## Títulos
Palmeiras
- Campeonato Brasileiro: 1967 (Robertão), 1967 (Taça Brasil) e 1969
- Campeonato Paulista: 1966
- Troféu Ramón de Carranza: 1969

## Morte
Minuca sofreu um infarto em sua casa, onde morava a cinquenta anos, no bairro do Mandaqui, na cidade de São Paulo. Morreu no dia 23 de abril de 2010, deixando quatro filhos e oito netos. Foi sepultado no cemitério Chora Menino. Foi um grande jogador e acima de tudo um homem exemplar, dentro e fora de campo. Seriedade, profissionalismo, bom humor e companheirismo fizeram parte da carreira e da vida do ex-zagueiro. Era conhecido também como um grande contador de histórias.

## Curiosidades
- Minuca também trabalhou como técnico nas categorias de base do clube alviverde.[2]
- Foi responsável direto na revelação do goleiro Velloso.[2]
- Foi cunhado do volante zequinha, outro craque que marcou época na história do Verdão.[2]